# Stilpnia cucullata
La tangara antillana, o tangara de las Antillas Menores (Stilpnia cucullata) es una especie de ave paseriforme de la familia Thraupidae, perteneciente al  género Stilpnia, anteriormente situada en Tangara. Algunos autores sostienen que la subespecie S. cucullata versicolor se trata de una especie separada. Es endémica de las islas antillanas de Granada y San Vicente.

## Distribución y hábitat
Esta especie es considerada común en sus hábitats naturales: los bosques subtropicales o tropicales de tierras bajas, arbustales y jardines, hasta los 850 m de altitud; la subespecie nominal en la isla de Granada, y la subespecies versicolor en la isla de San Vicente, en el archipiélago de San Vicente y las Granadinas, en las Antillas Menores, Mar Caribe.
A pesar de su restringida área de distribución, son calificadas como especies bajo preocupación menor por la Unión Internacional para la Conservación de la Naturaleza (IUCN), y su población, todavía no cuantificada, considerada estable.

## Sistemática

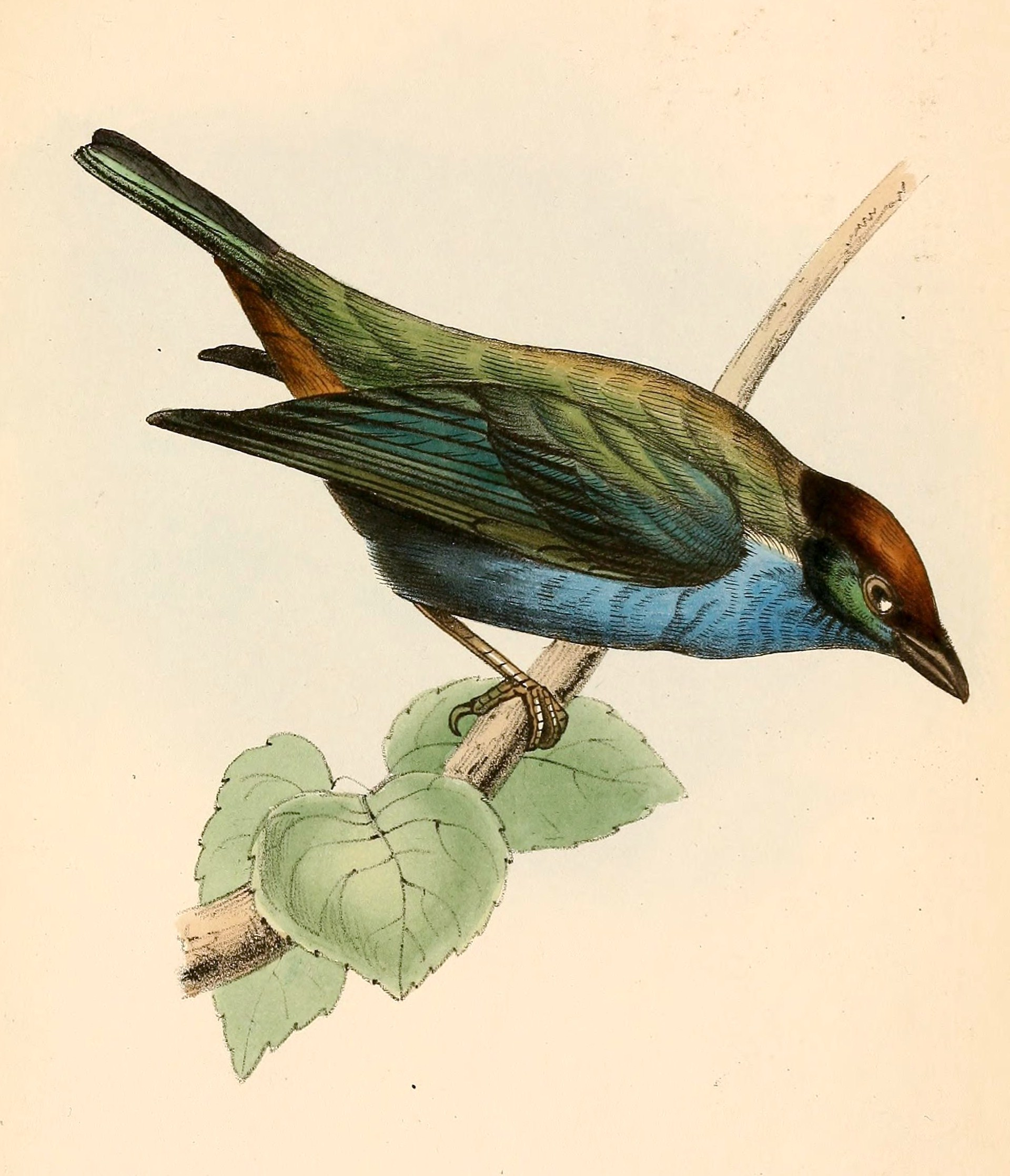
Aglaia cucullata = Stilpnia cucullata, ilustración de Swainson en A selection of the birds of Brazil and Mexico, 1841.

### Descripción original
La especie S. cucullata fue descrita por primera vez por el ornitólogo británico William Swainson en 1834 bajo el nombre científico Aglaia cucullata; no fue dada localidad tipo, se asume: «Granada».

### Etimología
El nombre genérico femenino Stilpnia deriva de la palabra del idioma griego «στιλπνή», forma femenina para el adjetivo «brillante» o «reluciente», aludiendo al brillo que presenta el plumaje de estas especies; y el nombre de la especie «cucullata» del latín moderno «cucullatus»: encapuchado, con capucha.

### Taxonomía
La presente especie, junto a un grupo numeroso de trece otras especies, fueron tradicionalmente incluidas en un amplio género Tangara, hasta que varias estudios genéticos de la familia Thraupidae permitieron comprobar que formaban un clado separado del aquel género por lo que se propuso su separación en un nuevo género Stilpnia.
El Comité de Clasificación de Sudamérica (SACC), en la propuesta N° 730 parte 20 reconoció el nuevo género, en lo que fue seguido por el Congreso Ornitológico Internacional (IOC) y Clements checklist/eBird. Otras clasificaciones como Aves del Mundo (HBW) y Birdlife International (BLI) optaron por mantener el género Tangara más ampliamente definido, con lo cual la presente especie conserva su nombre anterior: Tangara cucullata.
Los amplios estudios filogenéticos recientes demuestran que la presente especie es hermana de Stilpnia cayana, y el par formado por ambas es hermano de Stilpnia vitriolina.
Las clasificaciones HBW y BLI consideran a la subespecie S. cucullata versicolor, como una especie separada, la tangara de San Vicente Stilpnia versicolor, en cuyo caso la presente se denominaría tangara de Granada. Esta separación no es seguida todavía por otras clasificaciones.

### Subespecies
Según las clasificaciones del Congreso Ornitológico Internacional (IOC) y Clements Checklist/eBird v.2019 se reconocen dos subespecies, con su correspondiente distribución geográfica:
- Stilpnia cucullata versicolor (Lawrence, 1878) – isla de San Vicente.
- Stilpnia cucullata cucullata (Swainson, 1834) – Granada.